# 韓万
韓 万（かん まん/かん ばん、生没年不詳）は、中国春秋時代初期の晋の公族、政治家。姓は姫、氏は封地名から韓、諱は万、諡は武。桓叔の庶子で、荘伯の異母弟に当たる。もしくは韓武子と呼ばれる。戦国七雄の韓の祖。
曲沃本家の武公に仕え、武公の御者を勤め、宗族として朝廷で重きをなした。武公が翼の晋宗家を滅ぼした際に功を挙げ、韓の地を与えられて氏を韓氏とした。
後に韓万の子孫の韓厥・韓起親子が正卿の座に就いてから、韓氏は勢力が拡大し、ついには晋から韓王国を独立させ、戦国七雄の一角を担うようになるのである。